# Richard Burke
Richard (Dick) Burke (New York, 29 maart 1932 – 15 maart 2016) was een Iers politicus.
Burke werd geboren de Verenigde Staten. Hij groeide op in Tipperary en werd onderwezen aan de Christian Brothers School in Thurles. Burke studeerde vervolgens Rechten aan de Honorable Society of King's Inns in Dubin. In eerste instantie werkte hij als docent. In 1967 werd Burke lid van de gemeenteraad van Dublin. Twee jaar later werd hij gekozen voor de Dáil Éireann, het parlement van Ierland. Burke was aangesloten bij de partij Fine Gael.
Tussen 1973 en 1976 was Burke minister van Onderwijs in het kabinet van premier Liam Cosgrave. Tijdens zijn ambtsperiode als minister stemde hij samen met Cosgrave tegen een eigen wetsvoorstel van de regering. In 1976 voerde Burke een strijd met partijgenoot Justin Keating voor de nominatie tot Europees commissaris namens Ierland. Hij werd benoemd en volgde Patrick Hillery op. Het mandaat van Burke verliep in januari 1981 en hij werd opgevolgd door Michael O'Kennedy. Burke deed in 1981 mee aan de parlementsverkiezingen in Ierland. Hij werd gekozen, maar kreeg geen positie in het nieuwe kabinet. In april 1982 werd hij door de Raad van Ministers opnieuw gekozen tot Europees Commissaris. Michael O'Kennedy was afgetreden vanwege zijn benoeming tot minister van Landbouw. Burke bleef commissaris tot en met januari 1985.
- International Standard Name Identifier: 0000 0000 1946 5968
- Library of Congress Control Number: n00042909
- Parlement.com: vi2jmnp5wpr2
- SNAC: w6s21594
- Virtual International Authority File: 52918516

 Frans Andriessen ·  Richard Burke ·  Claude Cheysson* ·  Giorgios Contogeorgis ·  Poul Dalsager ·  Étienne Davignon ·  Antonio Giolitti ·  Finn Olav Gundelach** ·  Wilhelm Haferkamp ·  Karl-Heinz Narjes ·  Lorenzo Natali ·  Michael O'Kennedy* ·  François-Xavier Ortoli ·  Edgard Pisani ·  Ivor Richard ·  Gaston Thorn ·  Christopher Tugendhat 
  * afgetreden, ** overleden 
 Guido Brunner ·  Richard Burke ·  Claude Cheysson ·  Étienne Davignon ·  Antonio Giolitti ·  Finn Olav Gundelach ·  Wilhelm Haferkamp ·  Roy Jenkins ·  Lorenzo Natali ·  François-Xavier Ortoli ·  Christopher Tugendhat ·  Raymond Vouel ·  Henk Vredeling